# 罪孽成佛
罪孽成佛（英語：The Shadow of Naka），2010年3月18日在泰国上映的动作片。

## 剧情
该片讲述三名匪徒的故事。一个下着暴雨的黑夜，三名匪徒抢劫了银行，在警察追赶过程中，一个人被吓了，不停地说见到了“脏东西”，于是他们将赃款藏在寺院之中。当他们再次来取回赃款的时候，结果发现那里已经建立了佛堂。愤恨不平的匪徒打算杀人泄恨，他们潜入佛寺查探情况，一个老和尚走了进去发现了他们，当他们准备枪毙老和尚的时候，但是被吓的那匪徒制止了他们的行动，并且恳求老和尚拯救他们。老和尚和他们谈了一个条件，只要他们不杀他，他被帮他们逃过警察的追捕。三人于是在寺庙里做了俗家弟子。老和尚帮助他们刺了辟邪的背青，并且告诉他们邪魔盯上了他们，他们须得好生修行方能躲过磨难。但是三人中两人并不相信，他们招来妓女在寺庙作乐，玷辱清规，用枪胁迫全寺僧人去佛堂挖赃款，最后在他们挖赃款的时候，警察赶到，包围了他们，将他们全部俘获。而那个善良的匪徒则真正出了家。

## 级别
该片在泰国只允许18岁以上的人观看。

## 外部连接
- 豆瓣电影上《罪孽成佛》的資料 （简体中文）
- 时光网上《罪孽成佛》的資料（简体中文）
- 互联网电影数据库（IMDb）上《罪孽成佛》的资料（英文）